# Formazione Irati
La formazione Irati è una formazione geologica situata nel bacino del Paraná, in Brasile.
La sua età era stata inizialmente datata al Permiano superiore sulla base di indagini palinologiche, ma recentemente è stata anticipata al Permiano inferiore in base all'età di alcuni zirconi trovati negli strati di bentonite. La base della formazione è stata datata a 278,4 ± 2,2 milioni di anni.
Affioramenti della formazione Irati si trovano nella parte meridionale del Brasile (Geopark di Paleorrota), nella parte sudorientale e negli stati di Goiás, Mato Grosso, San Paolo, Paraná, Santa Catarina, Rio Grande do Sul e Mato Grosso do Sul. La formazione fa parte del Gruppo di Passa Dios, è sottostante alla formazione Serra Alta e si trova al di sopra della formazione Palermo. La formazione si è depositata in un ambiente deposizionale di tipo marino. La formazione Irati, che ha uno spessore massimo di 80 m, fu definita e denominata dal geologo White nel 1908.

## Fossili
La formazione è particolarmente famosa per i ritrovamenti dei fossili di Mesosaurus tenuidiens, e di Stereosternum tumidum. Altri fossili trovati nella formazione includono Myelontordoxylon camposii, e crostacei dei generi Paulocaris, Pygaspis, Liocaris e Clarkecaris.
Viene considerata cronologicamente equivalente alla formazione Whitehill, nel Gruppo Ecca del Supergruppo del Karoo nell'Africa del Sud e della formazione Mangrullo dell'Uruguay.

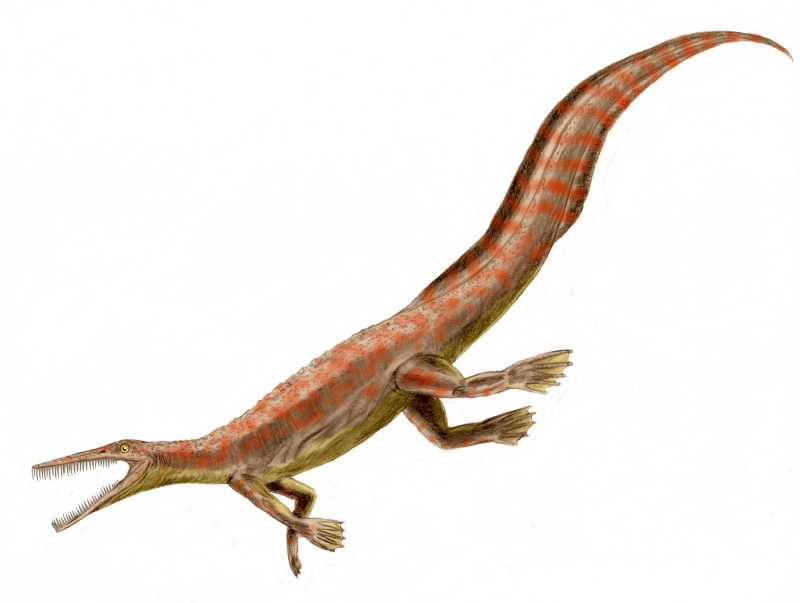
Recostruzione di Mesosaurus
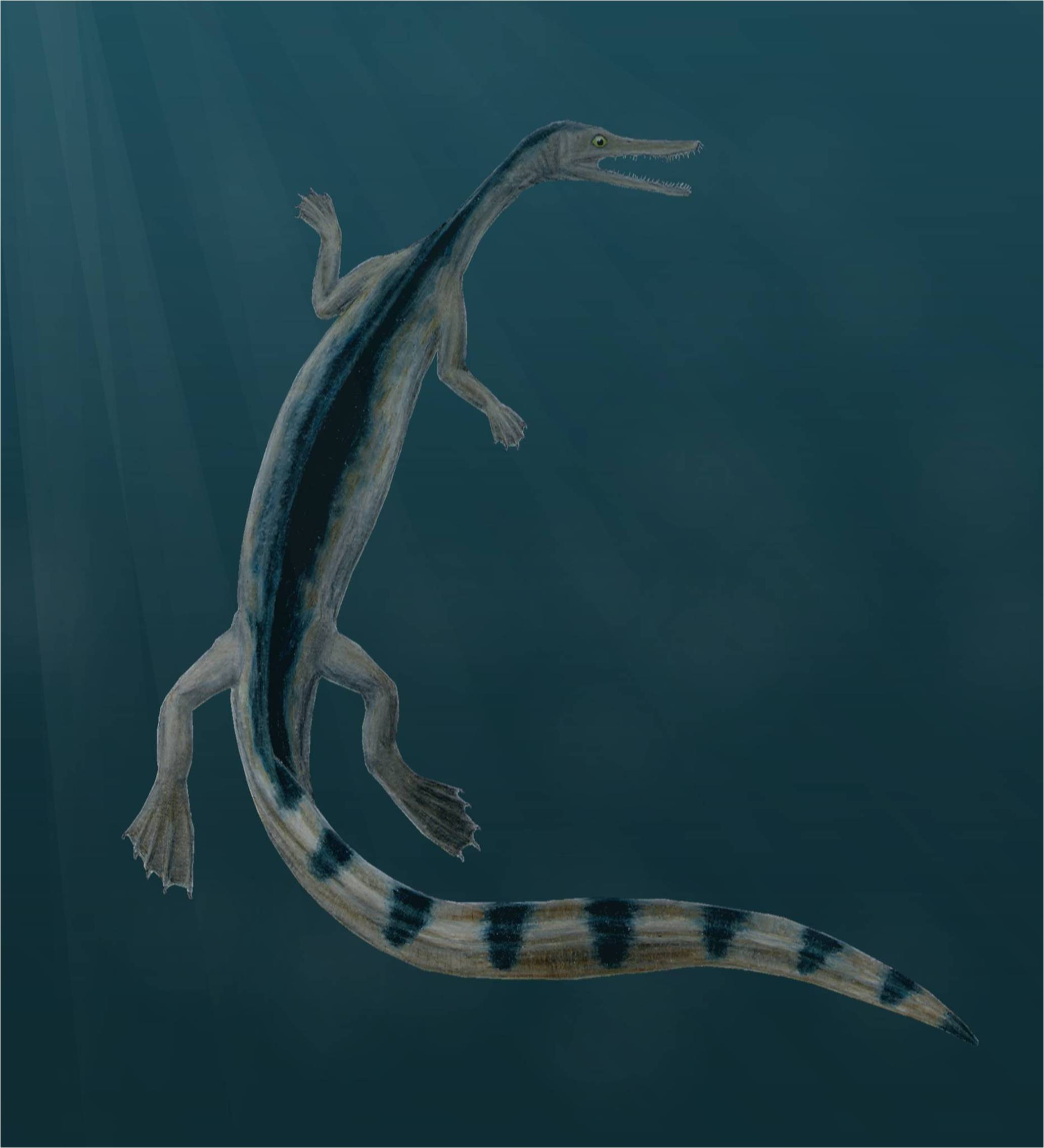
Recostruzione di Stereosternum